# Quadrato nautico

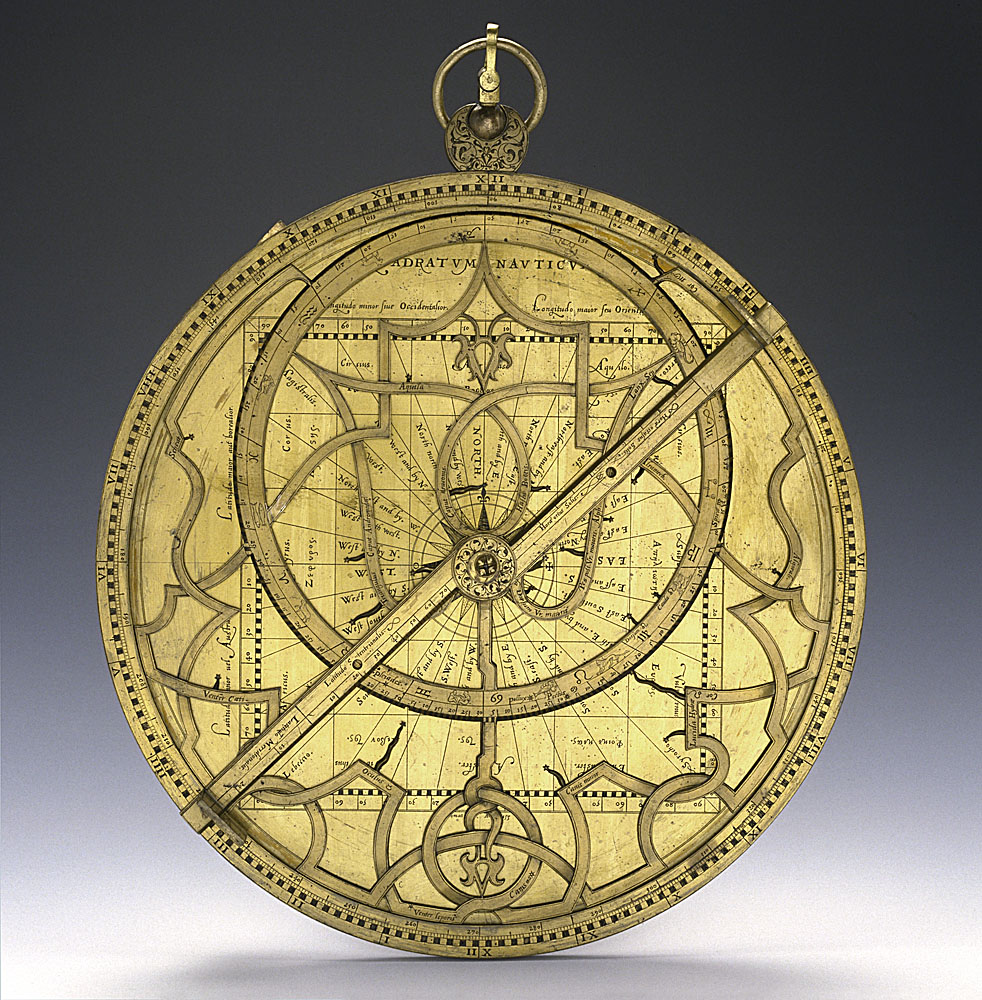
Astrolabio di Thomas Gemini al Museo Galileo di Firenze.

Il quadrato nautico è una figura quadrata, generalmente divisa in gradi, che riporta indicazioni utili alla navigazione, quale, ad esempio, la rosa dei venti. Si trova spesso inciso sul dorso o all'interno della madre di astrolabi.